# Madone (Ticino)
Madone är en bergstopp i Schweiz.   Den ligger i distriktet Vallemaggia och kantonen Ticino, i den sydöstra delen av landet, 130 km sydost om huvudstaden Bern. Toppen på Madone är 2 039 meter över havet, eller 141 meter över den omgivande terrängen. Bredden vid basen är 1,5 km.
Terrängen runt Madone är huvudsakligen mycket bergig. Närmaste större samhälle är Minusio, 5,1 km söder om Madone. 
Runt Madone är det ganska tätbefolkat, med 192 invånare per kvadratkilometer.